# Marrangaroo
Marrangaroo är en del av en befolkad plats i Australien. Den ligger i kommunen Lithgow och delstaten New South Wales, i den sydöstra delen av landet, omkring 110 kilometer nordväst om delstatshuvudstaden Sydney.
Närmaste större samhälle är Lithgow, nära Marrangaroo. 
I omgivningarna runt Marrangaroo växer i huvudsak städsegrön lövskog. Runt Marrangaroo är det mycket glesbefolkat, med 6 invånare per kvadratkilometer. Genomsnittlig årsnederbörd är 1 098 millimeter. Den regnigaste månaden är februari, med i genomsnitt 212 mm nederbörd, och den torraste är juli, med 27 mm nederbörd.